# Enrico Paolini

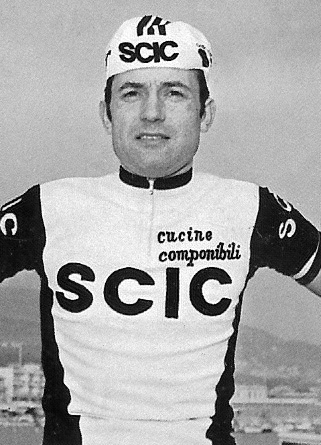
Paolini in 1975

Enrico Paolini (Pesaro, 26 maart 1945 – aldaar, 6 of 7 mei 2025) was een Italiaans wielrenner. Later werd hij ploegleider bij Carrera en Navigare.
In zijn wielerloopbaan werd hij driemaal Italiaans kampioen en won hij zeven etappes in de Ronde van Italië. Verder won hij diverse eendagswedstrijden in Italië en een aantal etappes in de Ronde van Zwitserland.
Paolini overleed op 6 of 7 mei 2025 op 80-jarige leeftijd.

## Palmares

### Belangrijkste overwinningen
1969
GP Città di Camaiore
4e etappe Ronde van Zwitserland
1970
6e etappe Ronde van Italië
1971
2e etappe Ronde van Italië
1972
20e etappe Ronde van Italië
Ronde van Umbrië
Trofeo Melinda
1973
 Italiaans kampioen op de weg, Elite
Ronde van de Drie Valleien
1974
13e en 19e etappe Ronde van Italië
Milaan-Vignola
 Italiaans kampioen op de weg, Elite
1e, 4e, 7e en 8e etappe Ronde van Zwitserland
1975
9e etappe Ronde van Italië
Coppa Bernocchi
Ronde van Emilië
1976
Ronde van Reggio Calabria
Milaan-Turijn
1977
  Italiaans kampioen op de weg, Elite
Ronde van Campanië
2e etappe (deel B) Ronde van de Aude
1978
9e etappe Ronde van Italië

### Resultaten in voornaamste wedstrijden
| Jaar | Ronde van Italië | Ronde van Frankrijk | Ronde van Spanje |
| ---- | ---------------- | ------------------- | ---------------- |
| 1969 | 43e              |                     |                  |
| 1970 | 24e (1)          | opgave              |                  |
| 1971 | 11e (1)          | opgave              |                  |
| 1972 | 39e (1)          |                     |                  |
| 1973 | 22e              |                     |                  |
| 1974 | 46e (2)          |                     |                  |
| 1975 | 43e (1)          |                     |                  |
| 1976 | 64e              | 50e                 |                  |
| 1977 | 74e              |                     |                  |
| 1978 | 68e (1)          |                     |                  |
| 1979 | 95e              |                     |                  |

| Jaar | Milaan-San Remo | Ronde van Vlaanderen | Parijs-Roubaix | Amstel Gold Race | Ronde van Lombardije |  | WK op de weg |  | Wereldranglijsten |
| ---- | --------------- | -------------------- | -------------- | ---------------- | -------------------- |  | ------------ |  | ----------------- |
| 1969 |                 |                      |                |                  | 37e                  |  | 8e           |  |                   |
| 1970 | 77e             |                      |                |                  |                      |  |              |  |                   |
| 1971 | 33e             |                      |                |                  |                      |  |              |  |                   |
| 1972 | opgave          | 27e                  | 18e            |                  |                      |  |              |  |                   |
| 1973 | 20e             |                      |                |                  | 16e                  |  | 12e          |  |                   |
| 1974 | 5e              |                      | 13e            |                  |                      |  | opgave       |  |                   |
| 1975 | 45e             |                      |                |                  | ↑                    |  |              |  | 21e (SPP)         |
| 1976 |                 |                      |                |                  |                      |  | 48e          |  |                   |
| 1977 | 37e             |                      |                | 22e              |                      |  | opgave       |  |                   |
| 1978 | 12e             |                      |                |                  |                      |  |              |  |                   |
| 1979 | 95e             |                      |                |                  |                      |  |              |  |                   |